# Товмачівка (Великосолдатський район)
Товмачівка (рос. Толмачевка) — присілок в Великосолдатському районі Курської області Російської Федерації.
Населення становить 4 особи. Входить до складу муніципального утворення Любимівська сільрада.

## Історія
Населений пункт розташований на території українського етнічного та культурного краю Східна Слобожанщина.
Від 2004 року входить до складу муніципального утворення Любимівська сільрада.

## Населення
| 2002 | 2010 |
| ---- | ---- |
| 5    | ↘4   |